# Sokołówek (powiat wołomiński)
Sokołówek – wieś w Polsce położona w województwie mazowieckim, w powiecie wołomińskim, w gminie Dąbrówka. Ma status sołectwa.
W latach 1975–1998 miejscowość położona była w województwie ostrołęckim.